# Pierre Paquette
Pour les articles homonymes, voir Paquette.
Ne pas confondre avec Pierre Paquette, journaliste et animateur à Radio-Canada
Pierre A. Paquette, 1er juin 1955 à Sorel-Tracy, Québec, est un économiste, syndicaliste et homme politique canadien.
Il siège de 2000 à 2011 comme député à la Chambre des communes du Canada de la circonscription de Joliette sous la bannière du Bloc québécois.

## Biographie
Économiste et professeur de formation, il est élu à la Chambre des communes du Canada lors de l'élection fédérale de 2000, comme député de Joliette sous la bannière du Bloc québécois.
Réélu en 2004, 2006 et en 2008, il est défait par la néo-démocrate Francine Raynault en 2011.
Il est critique du Bloc québécois sur la mondialisation, les institutions financières et le commerce international.
Le 12 avril 2007, il accepte de remplir le poste de leader parlementaire à la suite de la démission de Michel Gauthier.
En mai 2007, il est cité comme un possible successeur de Gilles Duceppe au cas où celui-ci prenait la place laissée vacante par André Boisclair au Parti québécois.
Avant de se lancer en politique, il est président du Conseil central du Montréal métropolitain (1985-1989) ainsi que secrétaire général (1990-1998) de la Confédération des syndicats nationaux (CSN). Il anime aussi l'émission Droit de parole à Télé-Québec (1998-1999).

## Résultats électoraux
|                                                                                               | Nom                        | Parti            | Nombre de voix | %      | Maj.  |
| --------------------------------------------------------------------------------------------- | -------------------------- | ---------------- | -------------- | ------ | ----- |
|                                                                                               | François Legault (sortant) | Coalition avenir | 18 719         | 49,4 % | 7 178 |
|                                                                                               | Pierre Paquette            | Parti québécois  | 11 541         | 30,4 % | -     |
|                                                                                               | Jean-Marc Bergevin         | Libéral          | 5 057          | 13,3 % | -     |
|                                                                                               | Sylvain Fournier           | Québec solidaire | 2 198          | 5,8 %  | -     |
|                                                                                               | Gabriel Gauthier           | Option nationale | 226            | 0,6 %  | -     |
|                                                                                               | Charles-Étienne Raynault   | Conservateur     | 169            | 0,4 %  | -     |
| Total                                                                                         | Total                      | Total            | 37 910         | 100 %  |       |
| Le taux de participation lors de l'élection était de 73,4 % et 666 bulletins ont été rejetés. |                            |                  |                |        |       |

## Honneurs
- 1995 - Prix Richard-Arès, Un Québec pour l'emploi